# Граф Монте-Кристо (фильм, 1954)
«Граф Монте-Кристо» (фр. Le Comte De Monte Cristo) — историко-приключенческий кинофильм совместного франко-итальянского производства. Экранизация одноимённого произведения Александра Дюма.
Постановка известного французского режиссёра Робера Верне, в которой заняты звёзды европейского кино, является одной из самых ярких экранизаций популярного романа Дюма.

## Сюжет
По доносу собственных друзей молодой моряк Эдмон Дантес был признан виновным в государственной измене и заключен в зловещий Замок Иф. Ему суждено было умереть в заточении, но судьба сводит юношу с другим заключенным — аббатом Фариа, который перед смертью раскрывает Дантесу тайну несметных сокровищ, спрятанных на затерянном в море островке Монте-Кристо, и подсказывает идею побега.
Совершив дерзкий побег из тюрьмы, Дантес разыскивает сокровища аббата. Он возвращается в родной город, а затем переезжает в Париж, где под именем графа Монте-Кристо намерен вершить справедливый суд над теми, кто был причастен к его заточению в темницу.
Крылатая фраза аббата Фариа: «Смысл жизни — в самой жизни».

## В ролях
- Жан Маре — Эдмон Дантес[1] (дублировали Виктор Хохряков; в другом варианте Владислав Стржельчик)
- Лия Аманда — Мерседес (дублировала Антонина Кончакова)
- Гуальтьеро Тумиати — аббат Фариа
- Даниэль Ивернель — Гаспар Кадрусс (дублировал Константин Тыртов)
- Клод Женя — жена Кадрусса (дублировала Марина Фигнер)
- Фолько Лулли — Джакопо, бывший контрабандист, затем — дворецкий графа Монте-Кристо (дублировал Александр Юрьев)
- Жак Кастело — Жерар де Вильфор, королевский прокурор (дублировал Марк Бернес)
- Роже Пиго — Фернан де Морсер (дублировал Борис Кордунов)
- Луи Сенье — Жоанне, ювелир (дублировал Константин Николаев)
- Ноэль Роквер — Нуартье де Вильфор, предводитель бонапартистов (дублировал Яков Беленький)
- Жан-Пьер Моки — Альбер де Морсер (дублировал Вадим Грачёв)
- Паоло Стоппа — Бертуччо (дублировал Яков Беленький)
- Даниэль Коши — Бруно (дублировал Олег Голубицкий)
- Жюльен Берто — Наполеон I (дублировал Виктор Файнлейб; в другом варианте Георгий Милляр)
- Кристина Градо — Гайде, подопечная графа Монте-Кристо (озвучивала Нина Гребешкова).
- Жан Темерсон — Людовик XVIII (озвучивал Георгий Милляр)

Остальные роли дублировали: Владимир Емельянов, Аркадий Толбузин, Сергей Мартинсон (отец Дантеса Луис), Алексей Добронравов, Татьяна Пельтцер (мадам Пикар), Мария Виноградова, Михаил Глузский (адвокат Бруно), Иван Рыжов (разносчик еды в замке Иф), Вячеслав Тихонов, Серафима Холина и другие.
Фильм дублирован Центральной студией киноактёра «Мосфильм». Режиссёр дубляжа Андрей Фролов.

## Отличия от книги
- В книге Эдмон Дантес просидел в замке Иф ровно 14 лет, а в фильме — ровно 17. На первый взгляд не такая уж и существенная деталь, но, учитывая бурную историю Франции, получается, что Дантес сбегает на свободу уже в совершенно другой стране — с режимом «народной» Июльской монархии, гораздо более благосклонной к наполеоновскому наследию. Непонятно, как его не амнистировали после Июльской Революции — если только де Вильфор намеренно не сокрыл его дело. Тем более, что после 1830 года (на что есть ссылка и в конце книги) замок Иф больше не был тюрьмой.
- В экранизации отсутствует Данглар. Его функции распределены между Кадруссом и Фернаном, а фамилия досталась де Вильфору, как псевдоним (под этим именем он навещал свою любовницу — мать Бруно).
- В самом начале фильма Фернан уже является офицером, тогда как по книге он был только призывником-рекрутом, соответственно, начал службу рядовым.
- Кадрусс в книге — портной, сосед Дантеса по квартире, тянущий деньги у его отца; в кино — второй помощник капитана на судне «Фараон».
- Побег Дантеса из темницы в книге является спонтанным, в фильме же он при жизни Фариа согласовывает с ним такую возможность.
- В фильме практически отсутствует вся сюжетная линия, связанная с де Вильфором (за исключением того, что тот является отцом незаконнорождённого Бруно — молодого каторжника, которого Монте-Кристо вводит в «большой свет» под именем виконта Кавальканти).
- В фильме отсутствуют события, произошедшие в Италии, где Монте-Кристо знакомится с сыном Фернана и спасает его от бандитов.
- В книге незаконного сына Вильфора зовут Бенедетто, а в фильме - Бруно  и там он значительно более неприятный персонаж, чем в фильме.
- Функции Бертуччио переданы Жакопо.
- В книге Бертуччио не только находит сына Вильфора, но и воспитывает его. При этом мотивы Бертуччио тоже изменены: в фильме он намеревался совершить кражу, в книге же он пробрался в сад ради кровной мести. Несоответствие усиливается ещё тем, что, по книге, корсиканцам того времени чужды любые представления о воровстве.